# 貧民百萬富翁
是一部於2008年上映的電影，由英國導演丹尼·鮑伊執導，賽門·鮑佛伊編劇，與洛芙琳·坦丹在印度共同執導，電影是根據印度英語文學作家與外交家維卡斯·史瓦盧普（Vikas Swarup）於2005年的作品《Q&A》所改編。
故事的背景與拍攝地點都設於印度，敍述一名來自孟買貧民窟的青年賈馬·馬利，參與遊戲問答節目《百萬富翁》，當中過程非常順利，超過人們的預期，在答至最後一道題目時，被節目主持人懷疑作弊。在警方的嚴刑拷問下，他回憶並道出每一個題目與他經歷相關的往事，每題都與他人生中的重要事件相關。
電影首先在特柳賴德電影節（Telluride Film Festival）及多倫多國際電影節和倫敦電影節上放映，《一百萬零一夜》於2009年1月9日在英國有一個隆重的全國發布會，而美國的則在2009年1月23日舉行，2009年1月22日在孟買舉行首映。
《貧民窟的百萬富翁》被視為黑馬，電影上映不久便廣受好評，讚賞其情節、配樂與導演。它獲得多個電影機構的正面評價和獎項，至今已獲得4項金球獎、5項影評人選擇獎、7項英國影藝學院獎、10項奧斯卡金像獎提名中贏得8項，包括「最佳電影」、「最佳導演」及「最佳改編劇本」，被視為是2008年度最成功的電影之一。

## 劇情
在2006年的孟買，賈馬·馬利 （戴夫·帕托飾），小時候是約胡貧民窟的街童 （童年由阿什·馬赫什·捨德卡飾，少年由塔奈·切赫達飾），18歲的他參加了電視台的遊戲節目，印度版的《百萬富翁》，過程中他一路過關斬將，並只剩下最後一道問題便能贏得終極大獎——二千萬盧比。然而在答最后一题时，他被警方拘留並審問，原因是他引起節目主持人 （安尼·卡浦爾飾） 的猜忌及懷疑作弊，被認為一個沒有接受過教育的貧民（他甚至不知道第四题“印度国家格言是哪一句”而选择求助）不可能知道所有的答案。
在審問的過程中，賈馬透過倒敘講述他生命中的一系列事件如何為他帶來每個題目的答案，包括他的哥哥薩林 （麥活·米泰爾飾，童年由阿扎魯丁·默罕默德·伊斯梅爾飾，少年由阿修託許·洛勃·加吉瓦拉飾），和兒時在貧民窟認識令他魂牽夢縈的女孩拉蒂卡 （芙蕾達·平托飾，童年由魯比娜·阿里飾，少女由坦維·甘尼許·隆卡爾飾）。每個回憶中賈馬都有一個觸點去記住一個人、一首歌或不同的事物，來引領他選擇正確的答案。問題的排列不是順著賈馬的事件時序相對應，所以他需要在童年和少年時期之間切換，有些問題雖然不是指向他人生中事件的觸點，但他卻見證著事件的發生，引領他選擇正確的答案。
賈馬的回憶始於他五歲的時候，他童年在貧民窟見到波里活巨星阿米塔·巴強，並得到其親筆簽名相片的經過，後來相片卻被他哥哥薩林搶去並賣出；緊接著的是他們母親在印度教徒與穆斯林的騷亂期間死去，兄弟二人於逃亡路上撞見装扮成羅摩神的幼童，并由此結識同為貧民窟出身的女孩拉蒂卡的經過。薩林本來不想跟她一起，但賈馬認為她是三劍客（源自大仲馬的小說，這是他們在上學時學習的東西），至於那名字，他們也不知道。随後他們三人被黑幫老大馬文 （安庫爾·維高飾）發現——他表面经营一家孤儿院，实际上是把街童訓練成為行乞的人，兼做皮条客。當三人知道馬文把小孩弄盲（萨林亲见了阿尔文德被活活弄瞎的惨剧）來讓他們以歌聲行乞更有效，他們跳到一輛準備出發的列車，拉蒂卡趕上捉著薩林的手，但薩林卻故意放開，她被歹徒捉回去。
接著那幾年，薩林與賈馬乘坐在火車的頂部穿州過省來謀生、賣物、當小偷、當洗碗工、冒充泰姬瑪哈陵的導賞員，在那裡順道偷取別人的鞋。在賈馬的堅持下，兄弟二人回到孟買尋找一個唱歌行乞的阿爾溫德打聽拉蒂卡的下落，他指馬文要讓她成為妓女，她的童貞預計將會賣得一個好價錢。薩林設法找來馬文的惡霸對手賈韋德（馬赫什·馬卡飾）來幫助他得到工作並派遣他對付馬文。兄弟二人打算去救拉蒂卡，期間薩林槍殺了馬文並拿了他的錢，三人逃走後暫住一家酒店房間，意圖佔有拉蒂卡的薩林命令賈馬離開，賈馬拒絕，薩林用槍指向他，拉蒂卡大概不想賈馬受到傷害，勸說賈馬離開。三人自此便失去聯絡。
多年後，賈馬在印度的電訊客戶服務中心裡當茶水工人，一次機會下，他從數據庫中搜尋薩林和拉蒂卡，他沒有找到拉蒂卡但卻找到薩林，接著賈馬開始試圖一個個打，最後找到薩林那通電話，不過薩林現在已成為賈韋德社團的骨幹成員，在電話中薩林要他在施工中的大樓見面，薩林過往對賈馬所做的行為感到十分遺憾，他懇求賈馬的寬恕，賈馬卻攻擊他。賈馬打聽到拉蒂卡的下落，便喬裝廚工混進賈韋德豪宅跟已成為其女人的拉蒂卡重逢，向她表達對她的愛，拉蒂卡卻叫他忘記，賈馬不願放棄，承諾每天下午五時在火車站等她。拉蒂卡一天試圖跟他會合，但被薩林為首的賈韋德手下抓回並用匕首把她的臉𠝹了一刀。那次之後，賈韋德搬離孟買到別的安全屋，使賈馬跟拉蒂卡再度失去聯絡，但他知道她會依時收看《百萬富翁》，故使他希望透過節目再次與拉蒂卡聯絡上，於是便決定參加節目。
在最後的兩道問題時，儘管該節目的主持人採取敵視態度，但賈馬已成為印度人們心中的一個奇蹟。在回答倒數第二個問題時，主持人佯装设身处地，故意讓他知道問題(錯誤的)答案，但賈馬居然沒有上當仍然答對，故成為作弊的嫌疑人物。回到審問室，督察稱賈馬的解釋是「怪誕地又似乎是真的」，不過他相信賈馬並非騙子，撕掉那拘捕令，讓他返回錄影節目。在賈韋德的安全屋，拉蒂卡看新聞提要中看到賈馬在節目中的奇跡，薩林走進來並說賈馬他是個不放棄的人，而薩林為了彌補他過去的行為，悄悄地把自己的手機和車匙給拉蒂卡，請求她的原諒，並讓她去找賈馬。拉蒂卡起初基於恐懼拒絕，但最後同意並逃脫。然後，薩林把現金填滿整個浴缸，並以犧牲自己的性命的心情，坐在上面等待死亡的來臨，因為當賈韋德發現他做了的事後定必找他算帳。
《百萬富翁》的終極問題，巧合地，問題是大仲馬的小說中《三劍客》裡，第三個恶魔劍客的名字，那是賈馬小時候在上學時還未學習過的東西，於是他決定使用節目中的錦囊「打電話問朋友」來致電薩林的手機，他只知道這個號碼，拉蒂卡在千鈞一髮之際成功接聽了電話，雖然她說她不知道答案，但她告訴他自己在安全的地方。此時賈馬鬆了口氣，隨機地挑選「阿拉米斯」，而剛巧那就是正確的答案，最終贏得終極獎金。同時，賈韋德終於發現薩林幫助拉蒂卡，他與手下們打破浴室門，随即死在了薩林的槍下。但薩林本人亦被賈韋德的手下槍殺。此時節目正好播放至主持人宣佈賈馬闖關成功的部分，奄奄一息薩林在聽到這一喜訊後用最後的力氣喃喃喊出「真主至大」，作為自己對弟弟獲獎的回應与祝賀。
節目結束後的深夜，賈馬與他的摯愛在火車站裡見面並親吻起來，最後在火車月台上的伴著電影歌曲《Jai Ho》的跳舞場景中，電影就此谢幕。
|                            | But you're not a liar,Mr. Malik.That's for sure.You're too truthful.We're done. 但是，马利克先生，你绝对不是在撒谎。你太真实了...我们（对你的调查）结束了。 |
| ——Police Inspector（警探） | |

## 角色
- 戴夫·帕托 飾演 賈馬·馬利：本片男主角，一名在印度孟買貧民窟出生及長大的18歲青年[9]，在孟買電信中心工作，有著不平凡的遭遇。導演丹尼·鮑伊考慮過數以百計的年輕男演員，他認為寶萊塢的主角一般是「強壯、英俊的英雄類型」。鮑伊的女兒指戴夫·帕托在英國電視合演電視劇《皮囊》的角色中很出色[10][11]。
  - 童年時代由阿什·馬赫什·捨德卡（英语：Ayush Mahesh Khedekar）飾演。
  - 少年時代由塔奈·切赫達（英语：Tanay Chheda）飾演。

- 芙蕾達·平托 飾演 拉蒂卡：本片女主角，賈馬兒時在貧民窟認識的女孩，是他深愛的女子，二人經過重重阻撓才能在一起。芙蕾達·平托是個印度模特兒，之前從未演出過劇情電影[10]。至於她經常穿戴同一款圍巾，其設計師Suttirat Anne Larlarb（英语：Suttirat Anne Larlarb）說：「我想整本書的旅程，她的衣著為了配合童年的她所穿著的黃色裙子而定下她的最終外觀[12]。」
  - 童年時代由鲁比娜·阿里·库雷希飾演。
  - 少女時代由坦維·甘尼許·隆卡爾（英语：Tanvi Ganesh Lonkar）飾演。

- 麥活·米泰爾（英语：Madhur Mittal） 飾演 薩林·馬利：賈馬的哥哥，為人勢利但又矛盾，雖然一心只想要很有錢，但最後還是有幫助賈馬、拉蒂卡他們解決問題。
  - 童年時代由阿兹哈卢丁·默罕梅德·伊斯迈尔飾演。
  - 少年時代由阿修託許．洛勃．加吉瓦拉（英语：Ashutosh Lobo Gajiwala）飾演。

- 安尼·卡浦爾 飾演 炳廷·庫馬爾（電視遊戲節目主持人），是這節目中的主持人，導演丹尼·鮑伊最初希望印度演員沙·魯克·罕飾演此角色[13]，但未能成事。沙·魯克·罕曾於2007年接替原來患病的印度版《百萬富翁（英语：Kaun Banega Crorepati）》主持人阿米塔·巴強。不過卡浦爾也曾在阿米塔·巴強主持節目時擔任嘉賓，贏得5,000,000盧比。

- 伊凡·卡漢 飾演 警局督察。
- 安庫爾·維高（英语：Ankur Vikal） 飾演 馬文。
- 馬赫什·馬卡（英语：Mahesh Manjrekar） 飾演 賈韋德。

## 拍攝

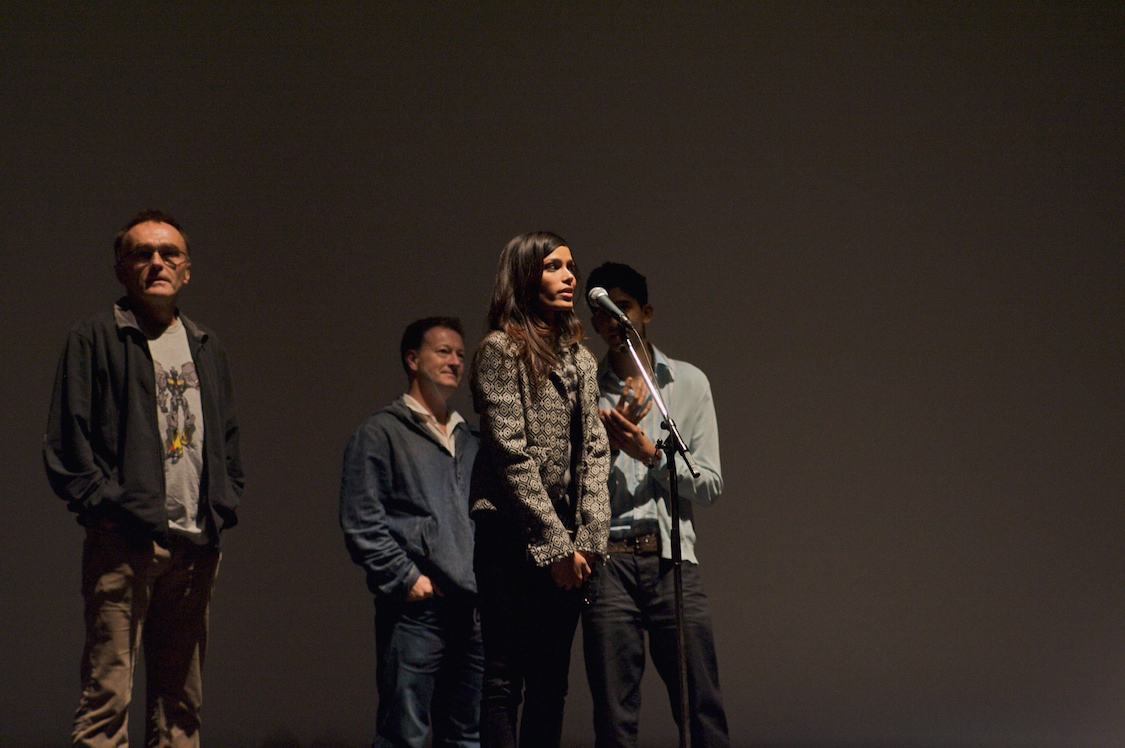
《一百萬零一夜》在多倫多懷雅遜劇場進行放映。

編劇賽門·鮑佛伊是根據南非《獨家圖書獎》的作獎作品及《聯合國作家獎》的提名作品，維卡斯·史瓦盧普的《Q & A》。為了鑽研劇本，鮑佛伊三次前往印度進行研究，並跟一些街童進行訪問，他發現自己對他們的態度留下很深刻的印象，他談及劇本的目標：「我想得到（跨越）這些貧民窟中這麼大的樂趣、笑聲、聊天，和對社區的感覺，以及在這麼大的能量之中你能拿到甚麼。」
2006年夏天，英國製作公司塞拉多電影與Film4製作邀請導演丹尼·鮑伊看看《一百萬零一夜》的劇本，鮑伊猶疑了一下，因為他沒有興趣拍一齣由塞拉多電影製作的《百萬富翁》。然後鮑伊得知電影的編劇是賽門·鮑佛伊，他寫的1997年電影《光豬六壯士》是他喜歡的電影之一，所以便決定對該劇本重新考慮。鮑伊對鮑佛伊如何在維卡斯·史瓦盧普的小說中編織多個故事情節，導演並決定加到項目中。電影預計耗資$15,000,000美元，所以塞拉多電影尋求美國分銷商來分擔成本，福斯探照燈影業根據報導初步提出$2,000,000美元的範圍，但華納兄弟提出$5,000,000美元以贏得電影的出版權。
蓋兒·史蒂文斯來到船上負責全球選角的事情，她在其職業生涯中曾跟丹尼·鮑伊合作，並眾所周知她能發掘新星。雖然梅雷迪斯·塔克曾被逐出美國，製片人與部分製作團隊隨後於2007年9月到孟買，並於卡爾賈特開始聘請當地演員及團隊。原來獲委任為1/5在印度的選角導演，洛芙琳·坦丹曾表示，「我建議丹尼·鮑伊和賽門·鮑佛伊，他們都是《一百萬零一夜》的作者，應該將一些印地文加進電影讓它活著...他們問我可否筆錄下那些印地文對話，我當然立即同意去做，還有當我們越臨近拍攝日期，丹尼問我可以介入當聯合導演。」鮑伊然後決定把電影裡接近1/3的英文對白轉成印地文，他向華納獨立影業總裁撒謊說他希望電影中有10%的印地文，她批准了這個改變。電影於2007年11月5日開拍，拍攝地點包括於孟買的大型貧民窟和在約胡的棚戶區，所以電影製片人需要對圍觀的人以朋友態度對待來控制人群。
除了維卡斯·史瓦盧普的《Q & A》外，電影的靈感來自印度電影。坦丹提到《一百萬零一夜》作為對印地文的商業電影的一種致敬，她指編劇賽門·鮑佛伊仔細地研究薩林與賈韋德的那種電影。導演鮑伊曾引述受到設於孟買的寶萊塢電影影響[i]。1998年電影《薩蒂亞》（沙魯巴·舒克拉與編劇合寫，他在《一百萬零一夜》飾演警員），以及《印度黑幫》，兩者都提供了「製作精巧而內容膚淺、經常著迷於印度黑社會的寫照，並顯示現實的殘暴與城市暴力。」鮑伊亦表示《一百萬零一夜》開場時的追逐戲是根據2004年的電影《黑色星期五》裡面的12分鐘警察在擠擁的達拉維貧民窟追捕（改編自S.侯賽因扎伊迪的同名作品，關於1993年印度孟買炸彈大爆炸）。1975年電影《Deewaar》，當中導演鮑伊形容為「絕對是關鍵的印度電影」，那是一部根據孟買黑幫哈吉·馬斯覃犯罪片，由波里活影星阿米塔·巴強飾演，就是《一百萬零一夜》開場時替賈馬簽名的人。阿尼爾·卡普爾說這部電影「好像《Deewaar》一樣，兩兄弟其中一人是渴望金錢，而另一個則是誠實且對金錢沒有興趣。」導演鮑伊在其後的訪問指也有受到其他印度電影的影響[ii]。從赤貧到富有，當「印度努力從飢餓和貧窮中脫離」，魚腩的主題也是從1950年代至1980年代的經典寶萊塢電影中反覆出現。其他在電影中以經典寶萊塢為比喻文學的電影包括夢幻及蒙太奇系列，於電影中「兄弟二人從火車跳下，並轉眼間已是七年後」可看到。

## 評價
《貧民百萬富翁》收穫了普遍影評人的好評。根據爛蕃茄上收集的267篇專業影評文章，其中246篇給出了「新鮮」的正面評價，「新鮮度」為92%，平均得分8.4分（滿分10分），而基於另一影評網站Metacritic上的36篇評論文章，其中35篇予以好評，0篇差評，1篇褒貶不一，平均分為86（滿分100）。

## 獲獎
《貧民百萬富翁》成為了2008年世界影壇最大黑馬，橫掃各大獎項協會，首先於2009年1月12日，獲得第66届金球奖4項提名─最佳剧情类影片、最佳导演、最佳编剧和最佳原创音乐奖─全數獲獎，為金球獎大贏家。隨後又在英國電影和電視藝術學院獎獲得最佳影片、最佳導演、最佳改編劇本、最佳配樂、最佳攝影、最佳剪輯、最佳混音7項大獎，成為奧斯卡呼聲最高的大熱門。
《貧民百萬富翁》以10項奧斯卡金像獎提名僅次於提名13項的《班傑明的奇幻旅程》，最後在2月22日於奧斯卡金像獎頒獎典禮上獲得最佳影片、最佳導演、最佳攝影、最佳剪接、最佳電影配樂、最佳電影歌曲、最佳混音、最佳改編劇本八項大獎，技驚四座，成為當晚最風光的得獎作品。

## 與原著的劇情差異
- 原著的主角的名字並非傑默·馬利，而是「羅摩·穆罕默德·湯瑪士」，分別取印度、伊斯蘭以及英文名字命名。
- 原著主角的親生母親在生下他後棄養他，並沒有哥哥。
- 原著中，主角的愛人是湯瑪士18歲時認識的一名娼妓，名為妮塔。
- 原著小說中的益智節目獎金高達十億盧比，並非電影中的兩千萬。
- 原著小說中湯瑪士並非將他的經歷告訴警局督察，而是向解救他的女律師陳述。

## 外部連結
- 官方網站 （页面存档备份，存于）（英文）
- 台灣官方網站（繁體中文）
- 開眼電影網上《貧民百萬富翁》的資料（繁體中文）
- 豆瓣电影上《贫民窟的百万富翁》的資料 （简体中文）
- 时光网上《贫民窟的百万富翁》的資料（简体中文）
- AllMovie上《貧民百萬富翁》的资料（英文）
- 爛番茄上《貧民百萬富翁》的資料（英文）
- Box Office Mojo上《貧民百萬富翁》的資料（英文）
- TCM电影资料库上《貧民百萬富翁》的资料（英文）
- Metacritic上《貧民百萬富翁》的資料（英文）
- 互联网电影数据库（IMDb）上《貧民百萬富翁》的资料（英文）